# Aigües encantades
Aigües encantades és una obra de teatre escrita per Joan Puig i Ferreter, l'any 1907, que s'inscriu en el context dels drames d'idees i passions del Modernisme.
L'autor reflecteix la lluita de la llibertat individual d'una persona davant la massa, i l'esforç per desfer-se dels lligams atàvics en què està atrapada i que la mantenen unida a la tradició. Els personatges principals –Cecília, filla d'un cacic local i estudiant de magisteri, i el Foraster, enginyer amic seu que ha vingut de la ciutat– lluiten contra la ignorància de la gent del poble. Vergés, el mestre del poble i enamorat de Cecília, a mig camí entre el progrés i l'endarreriment, sucumbeix davant 'la poètica de la tradició'.
L'autor posa en joc en aquesta obra una dicotomia, l'enfrontament entre els ideals moderns i la tradició, entre la ignorància i l'estudi, entre la fe i la ciència, entre el camp –endarrerit aleshores– i la ciutat. La massa, dominada per la superstició, és capaç encara de frenar els intents individuals d'uns personatges que busquen el progrés científic, social i espiritual. En aquest sentit, l'obra exposa també l'enfrontament modernista entre l'artista i la societat.
Sou tots aigües mortes, aigües encantades per tota l'eternitat (Acte II) són les últimes paraules que pronuncia el Foraster abans de marxar, dirigint-se als habitants del poble, que no volen progressar i es queden, per sempre, estancats en la tradició. L'àguila deixa el galliner, per sempre…(Acte III), diu Cecília a Vergés, per explicar amb aquesta metàfora que ell havia fet servir abans que ella ja ha trencat els últims lligams que la unien amb el poble, i se n'anirà per sempre, fugint de la ignorància i el fanatisme. I encara, mentre li dona la mà per acomiadar-se'n, somrient, hi afegeix: Vostè quedi's entre les aigües encantades... (Acte III)

## Repartiment de l'estrena
Aigües encantades es va estrenar al teatre Romea de Barcelona, la vetlla del 22 de març de 1908, amb el següent repartiment:
- Pere Amat: Jaume Borràs.
- Juliana: Adela Clemente.
- Cecília: Margarida Xirgu.
- Vergés: Ramon Tor.
- Mossèn Gregori: Modest Santolària.
- Un foraster: Joaquim Vinyas.
- Joan Gatell: Vicent Daroqui.
- Trinitat: Montserrat Faura.
- Romanill: Enric Casals.
- Bràulia: Pilar Forest.
- Senyor Vicenç: Capdevila (fil).
- Bartomeu: Salvador Carrera.
- Manso: Miquel Sirvent.
- Direcció escènica de Jaume Borràs.